# Martin Joseph von Reider
Martin Joseph von Reider (auch Martin Josef von Reider oder Martin von Reider; * 30. August 1793 in Bamberg, Hochstift Bamberg; † 5. Februar 1862 in München, Königreich Bayern) war ein deutscher Zeichenlehrer, Heimatforscher und Kunstsammler.

## Leben
Reider war der Sohn des Bamberger Rechtswissenschaftlers Elias Adam von Reider. Er erhielt seine Bildung in Bamberg und wendete sich bereits früh der Zeichnungskunst, insbesondere der Architektur, zu. 1824 wurde er Lehrer an der 1794 von Leopold Westen gegründeten Zeichnungsakademie. An dieser 1833 zur Gewerbeschule erhobenen Einrichtung wirkte er bis 1860. Über 17 Jahre wirkte er daneben an der Sonntagsschule für Handwerker. 
Reider galt als Kenner der Kunstschätze Frankens und insbesondere Bambergs. 1823 war er Gründungsmitglied des Kunstvereins Bamberg. Er legte eine Kunst- und Antiquitätensammlung an, in der er Münzen, Handschriften, Urkunden, Druckwerke und Kunstgegenstände aller Art sammelte. Die Sammlung nahm solche Ausmaße an, dass nicht nur sein Haus, sondern weitere Dachböden, Scheunen und Lagerräume damit gefüllt waren. 1859/1860 übernahm das Bayerische Nationalmuseum die Sammlung, um sie für die Wissenschaft zu erschließen. Teil dieser Sammlung ist unter anderem die heute nach ihm benannte Reidersche Tafel. Reider erhielt im Gegenzug eine Leibrente und zog mit der Sammlung nach München, wo sein Bruder lebte; später wurden Teile in die Fränkische Galerie nach Kronach ausgelagert. Von König Maximilian II. von Bayern wurde er 1860 mit dem Ritterkreuz I. Klasse des Verdienstordens vom Heiligen Michael ausgezeichnet.
Reider starb überraschend an einem Herzschlag.

## Werke (Auswahl)
- mit Heinrich Joachim Jaeck, Joseph Heller: Leben und Werke der Künstler Bambergs, 2 Bände, Dresch, Bamberg 1821–1825.
- mit Heinrich Joachim Jaeck, Joseph Heller: Beiträge zur Kunst- und Litteraturgeschichte, Nürnberg, 1822.
- Die Bemühungen der Deutschen in Erforschung der Denkmäler altdeutscher Baukunst, 2 Teile, Humann, Bamberg 1841–1847.
- Verzeichniß der Münzsammlung des Dr. jur. Philipp Mayer, Humann, Bamberg 1855.